# 塞巴斯蒂安·阿塞勒斯
塞巴斯蒂安·阿塞勒斯（英語：Sebastian Arcelus，全名，1976年11月5日—）是一名美國演員。

## 外部連結
- 塞巴斯蒂安·阿塞勒斯在互联网电影资料库（IMDb）上的資料（英文）
- 互聯網百老匯資料庫（IBDB）上塞巴斯蒂安·阿塞勒斯的資料（英文）
- 互联网外百老汇数据库（IOBDB）上塞巴斯蒂安·阿塞勒斯的資料（英文）
- Sebastian Arcelus （页面存档备份，存于） at Playbill Vault
- https://web.archive.org/web/20181208154845/http://www.sebastianarcelus.com/